# Agustina Giannasio
Agustina Sofía Giannasio (Morón, 28 de abril de 2003) es una deportista de tiro con arco argentina. Con apenas quince años de edad, obtuvo la medalla de plata en los Juegos Olímpicos de la Juventud 2018 celebrados en su país natal, en la competencia por Equipos Internacionales Mixtos (EIM) en tiro con arco junto al tailandés Aitthiwat Sithong, perdiendo la final ante la pareja conformada por la francesa Kyla Touraine-Helias y el español José Manuel Solera.